# Francisco Magesté
Francisco Magesté, también citado como Francisco Majesté (Valladolid, España, enero de 1807 - Buenos Aires, diciembre de 1864) fue un sacerdote y educador español que tuvo una destacada actuación en el desarrollo de la educación secundaria argentina en el segundo cuarto del siglo XIX.

## Biografía
Estudió en el colegio jesuita de Madrid, y más tarde ingresó en la Compañía de Jesús. Fue un orador sagrado notable y llegó a declamar en la corte privada del rey Fernando VII.
Ordenado sacerdote jesuita, llegó a Buenos Aires en agosto de 1836, en el grupo de jesuitas españoles dirigido por el padre Mariano Berdugo, que había sido invitado por el gobernador Juan Manuel de Rosas a reinstaurar la orden en la Argentina. Fue profesor y prefecto general de estudios en el colegio de San Ignacio de la ciudad. Todos los domingos era invitado a predicar sermones, en los que —a diferencia de los demás jesuitas— se pronunció claramente a favor del gobierno de Rosas. De modo que, cuando la orden volvió a ser expulsada en octubre de 1841, Magesté fue invitado a quedarse.
Dirigió el Colegio de Buenos Aires, el mismo que había sido de los jesuitas, durante el resto del gobierno de Rosas. También fue vicerrector del Colegio Republicano Federal, el viejo colegio de San Carlos y que sería el Colegio Nacional de Buenos Aires, cuyo rector era Alberto Larroque. En 1843 fue expulsado de la Compañía de Jesús, de modo que pasó a ser cura secular. Se doctoró en derecho civil en 1848 en la Universidad de Buenos Aires, en la que enseñaba filosofía, latín, historia y matemáticas. Muchos de los dirigentes de la generación posterior a la Batalla de Pavón fueron sus alumnos.
Después de la Batalla de Caseros fue considerado demasiado comprometido con Rosas, de modo que se vio obligado a cambiar ostensiblemente de bando: asistió a la firma del Acuerdo de San Nicolás, durante el cual pronunció un discurso eucarístico insultando a Rosas y exaltando al general Urquiza.
La revolución del 11 de septiembre de 1852 lo dejó completamente sin protección política, por lo que emigró a fines de ese mismo año a Montevideo. Allí fue secretario del vicario apostólico, cura de Pando y Florida hasta el 17 de junio de 1860, en que fue nombrado fiscal general eclesiástico del Estado. Fue también profesor de derecho y finalmente rector de la Universidad. Falleció en Buenos Aires en diciembre de 1864.